# Monster Jam: Crush It!
Monster Jam: Crush It! is een op Monster Jam gebaseerd computerspel ontwikkeld door Team6 Game Studios en uitgegeven door GameMill Entertainment. Het spel beschikt over 24 vrachtwagens, 6 stadions en 96 verschillende uitdagingen. Er zijn verschillende speelvormen: stadionracen, freestyle stadion, heuvel beklimmen en stunt. Het spel werd uitgebracht op 25 oktober 2016 voor de Xbox One en PlayStation 4, en op 31 oktober 2017 voor de Nintendo Switch.

## Spelmodi
- Stadion races, elk van de zes stadions heeft elk twee races. Er verschijnen controlepunten waar men langs moet om de race te winnen.
- Stadion Freestyle, probeer de meeste punten te verdienen door verschillende hellingen de gebruiken, obstakels te raken en verschillende trucs uit te voeren binnen de tijdslimiet.
- Heuvelbeklimming, elk van de vier locaties heeft drie verschillende doelen, namelijk Time Attack, Stunt en Survival.
- Crash-modus, voltooi het beoogde doel om te winnen.